# Trichoncus
Trichoncus là một chi nhện trong họ Linyphiidae.